# النا کویریچی
النا کویریچی (به انگلیسی: Elena Quirici؛ متولد ۱۶ فوریه ۱۹۹۴) کاراته‌کای اهل سوئیس است. او در مسابقات کاراته قهرمانی جهان یک مدال برنز بدست آورد و در مسابقات قهرمانی کاراته اروپا صاحب چهار مدال، از جمله دو مدال طلا، در کومیته ۶۸ کیلوگرم بانوان شد.

## حرفه
او در مسابقات جهانی ۲۰۱۷ که در وروتسواف، لهستان برگزار شد، در کومیته ۶۸ کیلوگرم بانوان رقابت کرد اما برنده مدال نشد.
در مسابقات کاراته قهرمانی اروپا ۲۰۱۸ که در نووی ساد، صربستان برگزار شد، او هم در کومیته تیمی و هم در کومیته ۶۸ کیلوگرم بانوان به مدال طلا دست یافت.
در سال ۲۰۱۹، وی در بازی‌های اروپایی ۲۰۱۹ که در مینسک، بلاروس برگزار شد، در کومیته ۶۸ کیلوگرم بانوان یکی از مدال‌های برنز را به دست آورد.چهار سال قبل، او در بازی‌های اروپایی ۲۰۱۵ که در باکو، جمهوری آذربایجان برگزار شد، در کومیته ۶۸ کیلوگرم زنان موفق به کسب مدال نشد.
در مارس ۲۰۲۰، او قرار بود به عنوان نماینده سوئیس در کاراته در بازی‌های المپیک تابستانی ۲۰۲۰ در توکیو، ژاپن ظاهر شود. اما این موضوع در مارس ۲۰۲۱ پس از بازنگری فدراسیون جهانی کاراته در سیستم انتخابی المپیک تغییر کرد.

## دستاوردها
| سال  | رقابت                 | محل                  | رتبه بندی | رویداد            |
| ---- | --------------------- | -------------------- | --------- | ----------------- |
| ۲۰۱۲ | قهرمانی جهان          | پاریس، فرانسه        | سوم       | کومیته ۶۱ کیلوگرم |
| ۲۰۱۵ | مسابقات قهرمانی اروپا | استانبول، ترکیه      | دوم       | کومیته ۶۸ کیلوگرم |
| ۲۰۱۶ | مسابقات قهرمانی اروپا | مون‌پلیه، فرانسه      | یکم       | کومیته ۶۸ کیلوگرم |
| ۲۰۱۸ | مسابقات قهرمانی اروپا | نووی ساد، صربستان    | یکم       | کومیته ۶۸ کیلوگرم |
| ۲۰۱۸ | مسابقات قهرمانی اروپا | نووی ساد، صربستان    | یکم       | کومیته تیمی       |
| ۲۰۱۹ | مسابقات قهرمانی اروپا | گوادالاخارا، اسپانیا | دوم       | کومیته ۶۸ کیلوگرم |
| ۲۰۱۹ | بازی‌های اروپایی       | مینسک، بلاروس        | سوم       | کومیته ۶۸ کیلوگرم |